# Yume Kitamura
Yume Kitamura (jap. 北村 夢, Kitamura Yume; * 23. Dezember 1995 in der Präfektur Tokio) ist eine japanische Leichtathletin, die sich auf den Mittelstreckenlauf spezialisiert hat.

## Sportliche Laufbahn
Erste internationale Erfahrungen sammelte Yume Kitamura bei den Hallenasienmeisterschaften 2016 in Doha, bei denen sie im Finale disqualifiziert wurde. 2018 nahm sie erstmals an den Asienspielen in Jakarta teil, bei denen sie in 2:03,88 m auf den vierten Platz gelangte. Zudem erreichte sie mit der japanischen 4-mal-400-Meter-Staffel in 3:34,14 min Rang fünf.
2017 und 2018 wurde Kitamura Japanische Meisterin im 800-Meter-Lauf. Sie absolvierte ein Studium an der Nippon Sport Science University in Tokio.

## Bestleistungen
- 800 Meter: 2:00,92 min, 10. September 2017 in Fukui
  - 800 Meter (Halle): 2:20,69 min, 19. Februar 2016 in Doha
- 1500 Meter: 4:17,69 min, 16. Juli 2017 in Lapinlahti